# Aéroport international d'Aktioubé
Pour les articles homonymes, voir AKX.
L’aéroport international d'Aktioubé (kazakh : Ақтөбе халықаралық әуежайы, russe : Международный аэропорт Актобе) (code IATA : AKX • code OACI : UATT) est un aéroport desservant la ville d'Aktioubé au Kazakhstan.

## Situation
| \| 100 km1:25 028 000 \| Turkestan Aktaou Aktioubé Almaty Astana Atyraw Balkhach Chimkent Jezkazgan Kökşetaw Kostanaï Kyzylorda Öskemen Ourdchar Oucharal Oural Pavlodar Petropavl Sary-Arka Semeï Taldykourgan Taraz |
| 100 km1:25 028 000 |

## Compagnies et destinations

### Passagers
| Compagnies        | Destinations                                                                                |
| ----------------- | ------------------------------------------------------------------------------------------- |
| Aeroflot          | Moscou Chérémétiévo                                                                         |
| Air Astana        | Almaty, Noursoultan                                                                         |
| Bek Air           | Almaty, Noursoultan                                                                         |
| Qazaq Air         | Chimkent, Atyraw                                                                            |
| Corendon Airlines | En saison: Antalya                                                                          |
| Euro-Asia Air     | En saison: Antalya                                                                          |
| Invest Avia       | En saison: Antalya                                                                          |
| Onur Air          | En saison: Antalya                                                                          |
| SCAT Airlines     | Aktaou, Noursoultan, Moscou-Vnoukovo En saison: Charjah En saison charter : Charm el-Cheikh |
| SkyBus            | En saison charter : Batoumi-A. Kartveli                                                     |

Édité le 28/02/2018

### Marchandises
| Compagnies        | Destinations          |
| ----------------- | --------------------- |
| Silk Way Airlines | Aktau, Atyrau, Uralsk |